# Oxalis rhombifolia
Oxalis rhombifolia är en harsyreväxtart som beskrevs av Nikolaus Joseph von Jacquin. Oxalis rhombifolia ingår i släktet oxalisar, och familjen harsyreväxter. Inga underarter finns listade i Catalogue of Life.